# جيمي كامينغ
جيمي كامينغ (بالإنجليزية: Jamie Cumming)‏ هو لاعب كرة قدم بريطاني، ولد في 4 سبتمبر 1999 في ونشستر في المملكة المتحدة. لعب مع تشيلسي.